# ¡Cuando puedas!
¡Cuando puedas! es una serie de televisión española dirigida por Antonio Gil Aparicio y escrita por Miguel Murillo y compuesta por un equipo artístico y técnico natural de Extremadura. su estructura consiste en alternar sketches cómicos de 2 minutos de duración que transcurren en un bar. Esta producción pretende fomentar el desarrollo de la ficción extremeña, así como entretener al espectador con unos personajes "sencillos y cercanos unidos por el acento extremeño.

## Reparto
Los personajes son: Camilo quien siempre está intentando escaquearse del trabajo; Núñez, eterno estudiante torpe; Doña Dolores, señora de barrio a la que le pasan las cosas más insólitas; Claudia, una ingenua rubia con carácter; Casquero, el butanero; y la señorita Virtudes, una inspectora de la Junta de Extremadura.